# 比洛库拉基内市镇
比洛库拉基内镇级市镇（烏克蘭語：Білокуракинська селищна громада）是乌克兰卢汉斯克州斯瓦托韋區的市镇，行政中心为比洛庫拉基內。市镇面积为1124.3平方公里，2020年人口数量为15,005人。

## 居民点
该市镇包括一个镇（比洛庫拉基內）和37个村庄。
村庄列表：
- 本丘基夫卡
- 赫里察伊夫卡
- 代姆亞尼夫卡
- 扎沃江卡
- 扎伊基夫卡
- 卡利尼夫斯凱
- 卡爾塔梅舍韋
- 克利米夫卡
- 科諾普利亞尼夫卡
- 庫普柳瓦泰
- 庫里亞奇夫卡
- 利濟內
- 盧布揚卡
- 利亞什基夫卡
- 曼基夫卡
- 內謝雷托韋
- 新安德里伊夫卡
- 亞歷山德羅皮爾
- 阿列克西伊夫卡
- 奧瑟科韋
- 巴甫利夫卡
- 潘基夫卡
- 普拉霍-彼得里夫卡
- 波皮夫卡
- 普里霍季基夫卡
- 普羅斯托雷
- 羅曼尼夫卡
- 魯多韋
- 斯維特倫凱
- 斯塔蒂夫奇内
- 蒂莫希内
- 第二霍門科韋
- 第一霍門科韋
- 齊盧伊科韋
- 恰巴諾韋
- 沙帕里夫卡
- 紹夫庫尼夫卡